# 朗济耶尔
朗济耶尔（法語：Ranzières，法語發音：[ʁɑ̃zjɛʁ]）是法国默兹省的一个市镇，属于科梅尔西区。

## 地理
朗济耶尔（49°1'8"N, 5°29'33"E）面积14.09 平方千米，位于法国大東部大區默兹省，该省份为法国西北部内陆省份，北与比利时接壤，西接马恩省和阿登省，南至上马恩省和孚日省，东临默尔特-摩泽尔省。
与朗济耶尔接壤的市镇（或旧市镇、城区）包括：默兹河畔昂布利、穆伊、瓦夫尔地区吕、特鲁瓦永、沃莱帕拉梅。

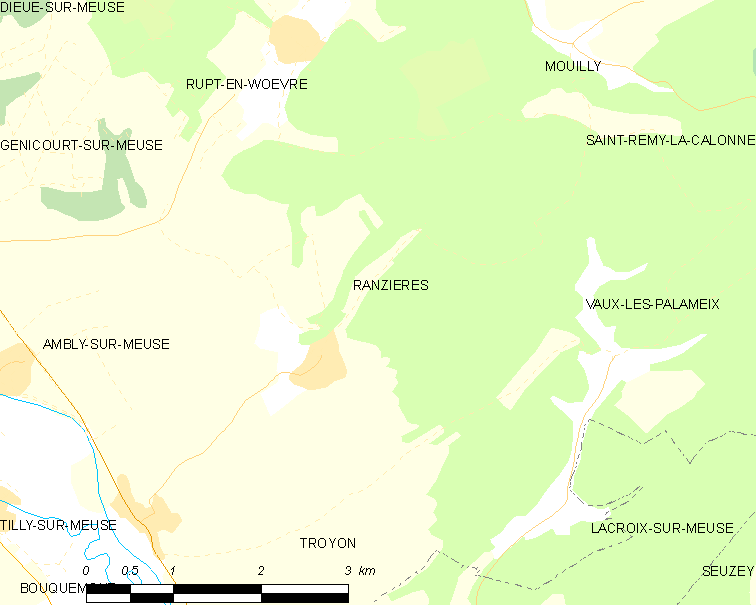
朗济耶尔的OSM定位图

朗济耶尔的时区为UTC+01:00、UTC+02:00（夏令时）。

## 行政
朗济耶尔的邮政编码为55300，INSEE市镇编码为55415。

## 政治
朗济耶尔所属的省级选区为圣米耶勒县。

## 人口

1962-2008年间朗济耶尔人口变化图示

朗济耶尔于2022年1月1日时的人口数量为90人。